# Франческатти, Зино
Зи́но (Рене-Шарль) Франческа́тти (фр. Zino Francescatti; 9 августа 1902, Марсель — 17 сентября 1991, Ла-Сьота) — французский скрипач.

## Биография
Первые уроки игры на скрипке получил от отца, который был профессиональным скрипачом, учившимся у Камилло Сивори. Первые сольные концерты начал давать уже в раннем возрасте, в десять лет исполнил Концерт Бетховена, в 1918 дебютировал на концерте в Марселе. Переехав в Париж в 1924 и дав там ряд концертов, Франческатти обратил на себя внимание как на хорошего скрипача и сблизился с ведущими музыкантами того времени, в том числе с Морисом Равелем. Вскоре Франческатти и Равель (в качестве пианиста) сформировали дуэт, который успешно концертировал по Франции и Великобритании. В 1927—1929 скрипач преподавал в Нормальной школе музыки, также развивая свою сольную карьеру в Европе и США. В 1939 году Франческатти поселился в Нью-Йорке, однако после войны продолжал преподавать во Франции, а в конце 1970-х окончательно вернулся на родину, где и провёл последние годы жизни. В 1987 организовал в Экс-ан-Провансе конкурс скрипачей, получивший впоследствии его имя.

## Творчество
Репертуар Франческатти был весьма обширен и включал в себя много сочинений современных ему авторов — Бернстайна, Мийо, Респиги, Шимановского. Особую известность принесло скрипачу исполнение музыки Никколо Паганини. Игра Франческатти отличалась лирико-романтической манерой исполнения, теплотой и мягкостью звука. Среди многочисленных записей скрипача — концерты Бетховена, Сибелиуса, Уолтона и ряда других композиторов.